# Popiersie młodej kobiety ze znakiem rodu Parlerów

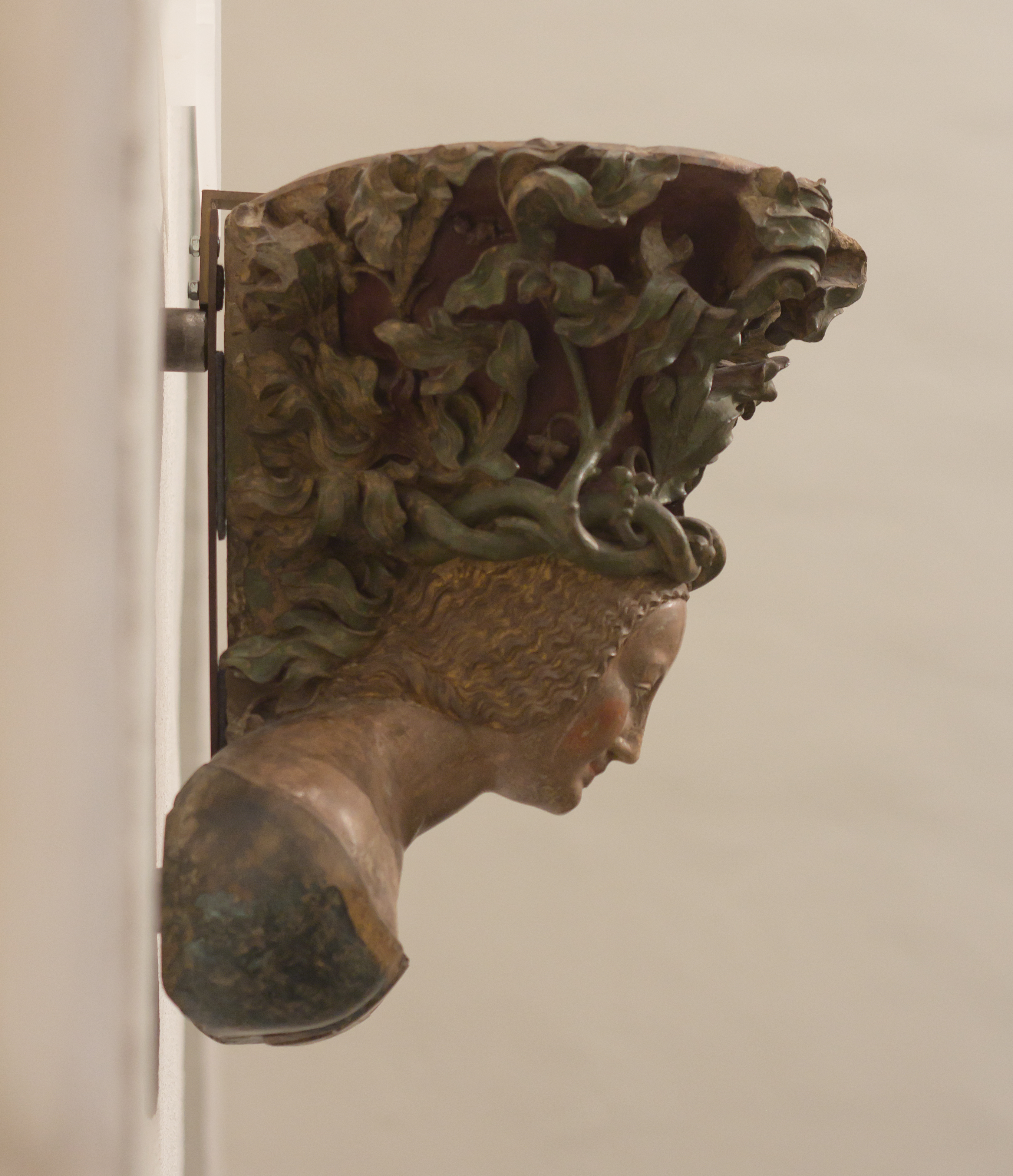
Ujęcie z profilu

Popiersie młodej kobiety ze znakiem rodu Parlerów (niem. Parlerbuste) – gotycka konsola ukazująca młodą niewiastę, której głowę nakrywa bogata dekoracja roślinna. Cenny przykład rzeźby architektonicznej doby gotyku.
Dzieło to zostało znalezione przy okazji prac dokończeniowych katedry kolońskiej i ofiarowana przez Ernsta Friedricha Zwirnera Muzeum Wallrafa. Obecnie znajduje się w zbiorach Museum Schnütgen w Kolonii nad Renem.

## Wygląd
Popiersie jest wykonane z piaskowca i ma wysokość 44 cm, szerokość 27 cm i głębokość 31 cm. Ukazuje młodą, uśmiechniętą kobietę o delikatnych rysach twarzy i rozpuszczonych włosach, zaczesanych do tyłu. Na wysokości głowy włosy przybierają kształt falistych loków, niżej są lekko splecione w warkocz. Na głowie znajduje się swego rodzaju plecionka z łodyg, z których wyrastają duże, plastycznie uformowane liście. U góry znajduje się płaska, neutralna powierzchnia. Kobieta jest odziana w obcisły strój o bardzo szerokim kołnierzu i głęboko wyciętym dekolcie odsłaniającym ramiona. Pośrodku umieszczono tarczę ze znakiem kojarzonym z rodem Parlerów.

## Analiza
Dokładne ustalenie proweniencji nie jest w pełni wyjaśnione, ze względu iż przestrzeń, gdzie miały miejsce prace nad dokończeniem budowy katedry w Kolonii obejmowała szeroki obszar, także na wschód od gotyckiej części - chóru z wieńcem kaplic. Konsolę znaleziono w 1824 r. w miejscu gdzie istniał do schyłku drugiej dekady XIX wieku kościół kolegiacki Panny Marii (Stift Sankt Maria ad Gradus, źródło z 1824 r. błędnie określa ten kościół jako "Margarethenkloster"), ukończony w latach 90. XIV wieku, lecz nie jest wykluczone, że konsola pochodziła z samej katedry.
Dzieło to stanowi kluczowy przykład obrazujący kilka zjawisk, które współistniały ze sobą w okresie schyłku XIV stulecia. Znak ukazany wedle ówczesnej konwencji heraldycznej jest de facto znakiem rodowym i jednocześnie odwołuje się do tradycji gmerków i znaków kamieniarskich, którymi posługiwali się masoni - architekci, budowniczowie, kamieniarze wykonujący w swoim zakresie także dzieła rzeźbiarskie związane z architekturą. Zachował się szereg dokumentów związanych z niektórymi członkami rodu Parlerów (m.in. Henrykiem Parlerem, Janem Parlerem z Gmünd), opieczętowanych znakiem identycznym jak na kolońskiej konsoli. Nadto znaki te występują w dekoracji architektonicznej katedr w Ulm, Fryburgu Bryzgowijskim i Ratyzbonie. W tryforium praskiej katedry św. Wita znajduje się monumentalny zespół popiersi ówczesnych czeskich osobistości kościelnych i świeckich, z Karolem IV i jego wszystkimi małżonkami na czele. Wśród nich są także architekci i kierownicy budowy, w tym Piotr Parler, który kontynuował prace nad praską katedrą po śmierci Mateusza z Arras. W skarbcu katedry praskiej znajduje się srebrny i pozłacany gotycki relikwiarz (mieszczący relikwie m.in. świętych Mikołaja, Marcina, Aleksego i Onufrego), w formie wieżyczki z ażurowymi przyporami z dekoracją maswerkową, oraz nodusem typu kapliczkowego. Stopę zdobi znak rodu Parlerów, z zachowaną częściowo pierwotną emalią. Kolorystyka jest zbliżona do znaku na figurze w Muzeum Alexandra Schnütgena.
Kolońskie popiersie wedle niektórych badaczy może stanowić świadectwo osobistych relacji między Parlerami. Jeden z dwóch synów wspomnianego Jana von Gmünd, Henryk von Gmünd (lub też Henryk z Freiburga), bratanek Piotra Parlera, budowniczy w Margrabstwie Moraw poślubił Drugtinis von Savoyen, córkę Michała, ówczesnego mistrza prowadzącego prace nad budową katedry w Kolonii. Stąd też brana jest pod uwagę identyfikacja niewiasty z osobą Drugtinis von Savoyen.
Kolońskie „parlerowskie” popiersie nie jest jedynym dziełem tego typu. Znane są jeszcze dwa starsze dzieła: konsola na filarze korpusu nawowego katedry w Ulm (ok. 1387-1391) oraz wspornik w kościele St. Arnual w Saarbrücken, choć w obu przypadkach nie ma na nich znaku. Motywy rozpuszczonych włosów i głęboko wyciętego dekoltu znane były z ówczesnej mody panującej głównie na królewskich dworach, natomiast przedstawienie kobiety z wieńcem (koroną) z liściastych gałęzi swoją genezę sięga antyku (postać Dafne wspomnianej w Metamorfozach pióra Owidiusza). Tym samym,  kolońskie popiersie egzemplifikuje szerokie zainteresowanie kulturą antyczną w średniowieczu.
Płaska powierzchnia wieńca liściastego zdobiącego całość sugeruje, że pierwotnie dzieło stanowiło konsolę figury. Plastycznie uformowane liście zostały zidentyfikowane z bylicą (Artemisia vulgaris), która w średniowieczu była interpretowana jako jeden z symboli Marii Panny, stąd też badacze sądzą, iż na konsoli stała figura Marii z Dzieciątkiem Jezus. W konsekwencji, zważając na kontekst biblijny oraz teologiczny, badacze interpretują piękną kobietę jako Ewę (Maria była interpretowana jako Nowa Ewa). Ozdobne konsole częstokroć stanowiły w tym czasie podstawy figur, choć w wielu przypadkach do dziś nie przetrwały figury. W absydzie katedry Św. Wita w Pradze, przy wschodnich filarach arkady oddzielającej prezbiterium od obejścia, zachowały się dwie konsole: z epizodem stworzenia świata oraz Adamem i Ewą pod rajskim drzewem. W toruńskiej katedrze świętych Janów zachowała się konsola z popiersiem Mojżesza, która stanowiła podstawę figury Marii z Dzieciątkiem znanej jako Piękna Madonna Toruńska.